# Comuna Olcea, Bihor
Olcea (în maghiară Olcsa) este o comună în județul Bihor, Crișana, România, formată din satele Călacea, Hodișel, Olcea (reședința) și Ucuriș.
Este situată la 466.833 grade latitudine și 219.833 grade longitudine în partea sudică a județului Bihor la 55 km de municipiul Oradea pe drumul DC 97, în zona de șes, la granița cu județul Arad. Comuna se învecinează la nord cu comuna Tinca, la est cu comunele Cociuba Mare și Șoimi, la vest cu comuna Bătar, iar la sud cu comuna Craiva din județul Arad. Ca amplasare satele sunt dispuse în evantai față de drumul DJ 792A și sunt situate între râurile Crișul Negru la nord și Crișul Alb la sud.

## Etimologia toponimului Olcea
Satul Olcea, este atestat documentar din anul 1552, sub numele de Olchea. Se pare că numele acestuia provine de la ulcea - oală mică de lut, un cuvânt cu importanță deosebită în comunitate având în vedere faptul că olcenii erau nevoiți să aducă apă de la fântânile din pădure sau din satele învecinate deoarece zona este lipsită de apă.

## Demografie
Componența etnică a comunei Olcea
     Români (75,49%)
     Romi (20,44%)
     Alte etnii (0,12%)
     Necunoscută (3,95%)
Componența confesională a comunei Olcea
     Ortodocși (64,19%)
     Baptiști (16,96%)
     Penticostali (12,47%)
     Greco-catolici (1,43%)
     Alte religii (0,39%)
     Necunoscută (4,57%)
Conform recensământului efectuat în 2021, populația comunei Olcea se ridică la 2.583 de locuitori, în scădere față de recensământul anterior din 2011, când fuseseră înregistrați 2.773 de locuitori. Majoritatea locuitorilor sunt români (75,49%), cu o minoritate de romi (20,44%), iar pentru 3,95% nu se cunoaște apartenența etnică. Din punct de vedere confesional, majoritatea locuitorilor sunt ortodocși (64,19%), cu minorități de baptiști (16,96%), penticostali (12,47%) și greco-catolici (1,43%), iar pentru 4,57% nu se cunoaște apartenența confesională.

## Politică și administrație
Comuna Olcea este administrată de un primar și un consiliu local compus din 11 consilieri. Primarul, Flore Bocșe[*], de la Partidul Național Liberal, este în funcție din 2004. Începând cu alegerile locale din 2024, consiliul local are următoarea componență pe partide politice:
|  | Partid                          | Consilieri | Componența Consiliului | Componența Consiliului | Componența Consiliului | Componența Consiliului | Componența Consiliului | Componența Consiliului |
|  | ------------------------------- | ---------- | ---------------------- | ---------------------- | ---------------------- | ---------------------- | ---------------------- | ---------------------- |
|  | Partidul Național Liberal       | 6          |                        |                        |                        |                        |                        |                        |
|  | Partidul Social Democrat        | 2          |                        |                        |                        |                        |                        |                        |
|  | Alianța pentru Unirea Românilor | 2          |                        |                        |                        |                        |                        |                        |
|  | Partidul Puterii Umaniste       | 1          |                        |                        |                        |                        |                        |                        |